# Campionato sovietico di calcio
Il campionato sovietico di calcio aveva come massima divisione la Vysšaja Liga.

## Il sistema
| Livelli | Divisioni                                                       | Divisioni                                                       | Divisioni                                                       | Divisioni                                                       | Divisioni                                                       | Divisioni                                                       | Divisioni                                                        | Divisioni                                                        | Divisioni                                                        | Divisioni                                                        | Divisioni                                                        | Divisioni                                                        | Divisioni                                                     | Divisioni                                                     | Divisioni                                                     | Divisioni                                                     | Divisioni                                                     | Divisioni                                                     |
| ------- | --------------------------------------------------------------- | --------------------------------------------------------------- | --------------------------------------------------------------- | --------------------------------------------------------------- | --------------------------------------------------------------- | --------------------------------------------------------------- | ---------------------------------------------------------------- | ---------------------------------------------------------------- | ---------------------------------------------------------------- | ---------------------------------------------------------------- | ---------------------------------------------------------------- | ---------------------------------------------------------------- | ------------------------------------------------------------- | ------------------------------------------------------------- | ------------------------------------------------------------- | ------------------------------------------------------------- | ------------------------------------------------------------- | ------------------------------------------------------------- |
| 1       | Vysšaja Liga 16 club 2 retrocessioni                            | Vysšaja Liga 16 club 2 retrocessioni                            | Vysšaja Liga 16 club 2 retrocessioni                            | Vysšaja Liga 16 club 2 retrocessioni                            | Vysšaja Liga 16 club 2 retrocessioni                            | Vysšaja Liga 16 club 2 retrocessioni                            | Vysšaja Liga 16 club 2 retrocessioni                             | Vysšaja Liga 16 club 2 retrocessioni                             | Vysšaja Liga 16 club 2 retrocessioni                             | Vysšaja Liga 16 club 2 retrocessioni                             | Vysšaja Liga 16 club 2 retrocessioni                             | Vysšaja Liga 16 club 2 retrocessioni                             | Vysšaja Liga 16 club 2 retrocessioni                          | Vysšaja Liga 16 club 2 retrocessioni                          | Vysšaja Liga 16 club 2 retrocessioni                          | Vysšaja Liga 16 club 2 retrocessioni                          | Vysšaja Liga 16 club 2 retrocessioni                          | Vysšaja Liga 16 club 2 retrocessioni                          |
| 2       | Pervaja Liga 22 club 2 promozioni, 6 retrocessioni              | Pervaja Liga 22 club 2 promozioni, 6 retrocessioni              | Pervaja Liga 22 club 2 promozioni, 6 retrocessioni              | Pervaja Liga 22 club 2 promozioni, 6 retrocessioni              | Pervaja Liga 22 club 2 promozioni, 6 retrocessioni              | Pervaja Liga 22 club 2 promozioni, 6 retrocessioni              | Pervaja Liga 22 club 2 promozioni, 6 retrocessioni               | Pervaja Liga 22 club 2 promozioni, 6 retrocessioni               | Pervaja Liga 22 club 2 promozioni, 6 retrocessioni               | Pervaja Liga 22 club 2 promozioni, 6 retrocessioni               | Pervaja Liga 22 club 2 promozioni, 6 retrocessioni               | Pervaja Liga 22 club 2 promozioni, 6 retrocessioni               | Pervaja Liga 22 club 2 promozioni, 6 retrocessioni            | Pervaja Liga 22 club 2 promozioni, 6 retrocessioni            | Pervaja Liga 22 club 2 promozioni, 6 retrocessioni            | Pervaja Liga 22 club 2 promozioni, 6 retrocessioni            | Pervaja Liga 22 club 2 promozioni, 6 retrocessioni            | Pervaja Liga 22 club 2 promozioni, 6 retrocessioni            |
| 3       | Vtoraja Liga Girone Ovest 22 club 2 promozioni, 4 retrocessioni | Vtoraja Liga Girone Ovest 22 club 2 promozioni, 4 retrocessioni | Vtoraja Liga Girone Ovest 22 club 2 promozioni, 4 retrocessioni | Vtoraja Liga Girone Ovest 22 club 2 promozioni, 4 retrocessioni | Vtoraja Liga Girone Ovest 22 club 2 promozioni, 4 retrocessioni | Vtoraja Liga Girone Ovest 22 club 2 promozioni, 4 retrocessioni | Vtoraja Liga Girone Centro 22 club 2 promozioni, 4 retrocessioni | Vtoraja Liga Girone Centro 22 club 2 promozioni, 4 retrocessioni | Vtoraja Liga Girone Centro 22 club 2 promozioni, 4 retrocessioni | Vtoraja Liga Girone Centro 22 club 2 promozioni, 4 retrocessioni | Vtoraja Liga Girone Centro 22 club 2 promozioni, 4 retrocessioni | Vtoraja Liga Girone Centro 22 club 2 promozioni, 4 retrocessioni | Vtoraja Liga Girone Est 22 club 2 promozioni, 4 retrocessioni | Vtoraja Liga Girone Est 22 club 2 promozioni, 4 retrocessioni | Vtoraja Liga Girone Est 22 club 2 promozioni, 4 retrocessioni | Vtoraja Liga Girone Est 22 club 2 promozioni, 4 retrocessioni | Vtoraja Liga Girone Est 22 club 2 promozioni, 4 retrocessioni | Vtoraja Liga Girone Est 22 club 2 promozioni, 4 retrocessioni |
| 4       | Vtoraja Nizšaja Liga 10 gironi Numero vario di squadre          | Vtoraja Nizšaja Liga 10 gironi Numero vario di squadre          | Vtoraja Nizšaja Liga 10 gironi Numero vario di squadre          | Vtoraja Nizšaja Liga 10 gironi Numero vario di squadre          | Vtoraja Nizšaja Liga 10 gironi Numero vario di squadre          | Vtoraja Nizšaja Liga 10 gironi Numero vario di squadre          | Vtoraja Nizšaja Liga 10 gironi Numero vario di squadre           | Vtoraja Nizšaja Liga 10 gironi Numero vario di squadre           | Vtoraja Nizšaja Liga 10 gironi Numero vario di squadre           | Vtoraja Nizšaja Liga 10 gironi Numero vario di squadre           | Vtoraja Nizšaja Liga 10 gironi Numero vario di squadre           | Vtoraja Nizšaja Liga 10 gironi Numero vario di squadre           | Vtoraja Nizšaja Liga 10 gironi Numero vario di squadre        | Vtoraja Nizšaja Liga 10 gironi Numero vario di squadre        | Vtoraja Nizšaja Liga 10 gironi Numero vario di squadre        | Vtoraja Nizšaja Liga 10 gironi Numero vario di squadre        | Vtoraja Nizšaja Liga 10 gironi Numero vario di squadre        | Vtoraja Nizšaja Liga 10 gironi Numero vario di squadre        |
| 5       | Leghe dilettanti Numero di gironi e di squadre variabile        | Leghe dilettanti Numero di gironi e di squadre variabile        | Leghe dilettanti Numero di gironi e di squadre variabile        | Leghe dilettanti Numero di gironi e di squadre variabile        | Leghe dilettanti Numero di gironi e di squadre variabile        | Leghe dilettanti Numero di gironi e di squadre variabile        | Leghe dilettanti Numero di gironi e di squadre variabile         | Leghe dilettanti Numero di gironi e di squadre variabile         | Leghe dilettanti Numero di gironi e di squadre variabile         | Leghe dilettanti Numero di gironi e di squadre variabile         | Leghe dilettanti Numero di gironi e di squadre variabile         | Leghe dilettanti Numero di gironi e di squadre variabile         | Leghe dilettanti Numero di gironi e di squadre variabile      | Leghe dilettanti Numero di gironi e di squadre variabile      | Leghe dilettanti Numero di gironi e di squadre variabile      | Leghe dilettanti Numero di gironi e di squadre variabile      | Leghe dilettanti Numero di gironi e di squadre variabile      | Leghe dilettanti Numero di gironi e di squadre variabile      |

## Storia
La sua formula cambiò molto nel corso degli anni: cominciò la sua storia nel 1936, quando era organizzato su quattro livelli nazionali; solo il primo anno vide la disputa di due stagioni (una primaverile e una autunnale). Nel 1937 i livelli scesero a 3 e nel 1938 si giocò un unico campionato con 28 squadre; tornati i due livelli nel 1939, i campionati furono interrotti nel 1941 e ripresi solo nel 1945 (nel 1944 riprese la sola Coppa).
Nel 1950 il campionato fu limitato ad un numero ridotto di squadre (appena 33 tra prima e seconda serie) che andarono crescendo nel corso degli anni.
Si passò a tre livelli solo nel 1963 e si rimase così fino al 1990 con l'eccezione del 1970 quando i livelli furono 4. Nel 1990 e nel 1991, ultimo anno di esistenza dell'Unione Sovietica, fu disputata la Vtoraja Nizšaja Liga, quarto livello del campionato.
L'ultima stagione si disputò nel 1991.

### Campionati sorti dalla dissoluzione dell'URSS
- Campionato armeno
- Campionato azero
- Campionato bielorusso
- Campionato estone
- Campionato georgiano

- Campionato kazako
- Campionato kirghizo
- Campionato lettone
- Campionato lituano
- Campionato moldavo

- Campionato russo
- Campionato tagiko
- Campionato turkmeno
- Campionato ucraino
- Campionato uzbeko